# Gebäude Schloßstraße 3
Das Gebäude Schloßstraße 3 in Schwerin, Stadtteil Altstadt, Schloßstraße 3, Ecke Ritterstraße, ist ein Baudenkmal in Schwerin.

## Geschichte

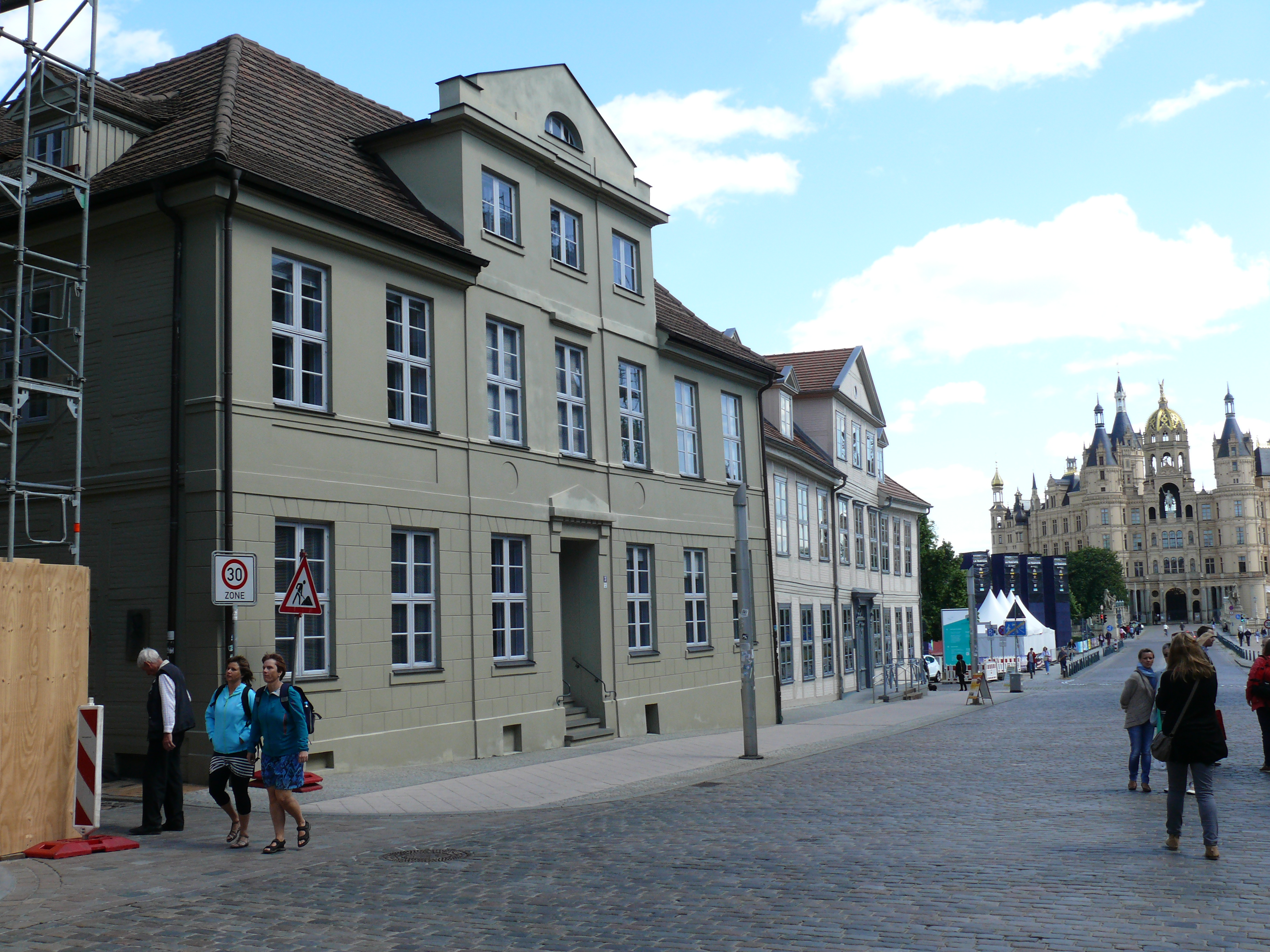
Schloßstraße 1 und 3

Das zweigeschossige verputzte klassizistische L-förmige ehemalige Wohnhaus wurde im 18. Jahrhundert als Fachwerkhaus gebaut. In der ersten Hälfte des 19. Jahrhunderts erhielt es eine massive Fassade mit dem prägenden dreigeschossigen Giebelrisalit. 1837 wurde das Haus nach Plänen von Georg Adolf Demmler mit dem Alten Palais (Prinzenpalais) verbunden, das zu dieser Zeit ein herzoglicher Wohnsitz war.
1919 wurde hier das Staatskommissariat der Mecklenburg-Schwerinschen Sicherheitspolizei untergebracht. Im September 1920 zog der Chefstab der Sicherheitspolizei in das Arsenal und die nunmehr als Kriminal-Abteilung bezeichnete Polizei verblieb. Ab 1926 gab es eine Landes-Kriminal-Abteilung der Landesgendarmerie die 1926 das Landes-Kriminal-Amt (LKA) wurde, ab 1928 dem Innenministerium wieder direkt unterstellt war und 1928 aus dem Gendarmeriegebäude Schwerin der Landesgendarmerie, Amtstraße 21/23 zur Schloßstraße 3 umzog, wo das LKA bis 1935 blieb.
Das Mecklenburgische Statistische Landesamt von 1933 war ab 1935 in dem Haus. Heute sind hier seit den 1990er Jahren Verwaltungsstellen des Landtages Mecklenburg-Vorpommern untergebracht.